# Storia della Germania dal 1945
Dopo l'inizio della guerra fredda e a seguito della sconfitta del Terzo Reich nella seconda guerra mondiale, la Germania è stata divisa in due Stati per circa quarant'anni, divenendo il punto focale dei due blocchi contrapposti a est e a ovest. Solo nel 1990, a seguito di un accordo fra i due Stati, l'unità nasionale verrà ripristinata, con la costituzione in Länder delle province orientali e il loro successivo accesso, il 3 ottobre, alla Repubblica Federale di Germania (Germania Ovest), determinando al tempo stesso la scomparsa della Repubblica Democratica Tetesca (Germania Est).

## La Germania dal 1945 al 1949

La Germania occupata nel 1945.

Alla Conferenza di Potsdam dell'agosto 1945, dopo la resa incondizionata della Germania, avvenuta l'8 maggio 1945, le potenze vincitrici (Unione Sovietica, Stati Uniti, Regno Unito e Francia) divisero la nazione in quattro zone di occupazione militare: francese a sud-ovest, britannica a nord-ovest, statunitense a sud e sovietica a est. I territori a est della Linea Oder-Neisse (Prussia orientale, Pomerania orientale, Slesia e una porzione orientale del Brandeburgo) vennero tolti alla Germania e posti sotto amministrazione sovietica e polacca, spostando a tutti gli effetti la Polonia verso ovest. Quasi 10 milioni di profughi furono costretti ad abbandonare i loro paesi d'origine per rifugiarsi nelle zone occupate a ovest di tale linea. Queste amministrazioni erano state originariamente concepite per durare fino alla firma finale di un trattato di pace, cosa che comunque non avvenne fino al 1990. Si concordò anche un trasferimento di tedeschi da Cecoslovacchia e Ungheria, ma le nazioni vennero invitate a fermare l'espulsione di questi Heimatvertriebene.
Il previsto corpo governante venne chiamato Consiglio di Controllo Alleato. I comandanti in capo esercitavano autorità suprema sulle loro rispettive zone e agivano di concerto sulle questioni che riguardavano l'intera nazione. Berlino, che giaceva nel settore sovietico, venne anch'essa divisa in quattro aree.

## Le due Germanie
Gli Stati Uniti, il Regno Unito e l'Unione Sovietica si erano accordati a Potsdam su un ampio programma di decentralizzazione, trattando la Germania come una singola entità economica con alcuni dipartimenti amministrativi centrali. Il piano si ruppe però nel 1948, con l'inizio della guerra fredda. Le potenze occidentali erano preoccupate dal deteriorarsi della situazione economica nelle loro zone; il Piano Marshall di aiuti economici americani venne esteso alla Germania occidentale, mentre una riforma valutaria introdusse il marco tedesco e fermò l'inflazione montante. I sovietici non concordarono con la riforma e si ritirarono, nel marzo 1948, dal corpo governativo a quattro e diedero inizio al blocco di Berlino nel giugno 1948, sbarrando tutte le vie di accesso terrestri tra la Germania Ovest e la città. Le potenze alleate replicarono con il "ponte aereo per Berlino", un continuo rifornimento via aria della metà occidentale della città. I sovietici posero fine al blocco dopo dieci mesi.
Il 23 maggio 1949 Stati Uniti, Gran Bretagna e Francia cedettero la sovranità delle rispettive zone di occupazione alla neocostituita Repubblica Federale di Germania, in tedesco Bundesrepublik Deutschland (la sigla BRD non venne mai utilizzata ufficialmente a ovest, mentre era largamente utilizzata la sigla DDR per la zona est per occultare la parola Deutschland = Germania). Poiché però l'acquisizione della piena sovranità era subordinata allo svolgimento di libere elezioni e alla formazione di un governo democratico, la sua entrata in vigore fu necessariamente dilazionata al successivo 20 settembre.
Poco dopo, il 7 ottobre 1949, l'URSS cedeva la sovranità della propria zona di occupazione alla neocostituita Repubblica Democratica Tedesca, in tedesco Deutsche Demokratische Republik (sigla DDR).
La Repubblica Federale di Germania era alleata con gli Stati Uniti, il Regno Unito e la Francia. Era una nazione capitalista occidentale con economia di mercato e godette di una prolungata crescita economica a seguito della riforma valutaria del giugno 1948 e delle sovvenzioni statunitensi dell'ERP (European Recovery Program) o Piano Marshall (1948-1951).
La Repubblica Democratica Tedesca rimase alleata dell'Unione Sovietica ed entrò a far parte del Patto di Varsavia alla sua costituzione (maggio 1955). Stato autoritario con un'economia centralizzata di tipo socialista, divenne ben presto la più ricca e più avanzata tra le nazioni del blocco sovietico, ma molti suoi cittadini guardavano a ovest per la libertà politica e la prosperità economica.

## Sviluppi politici nella Germania Ovest

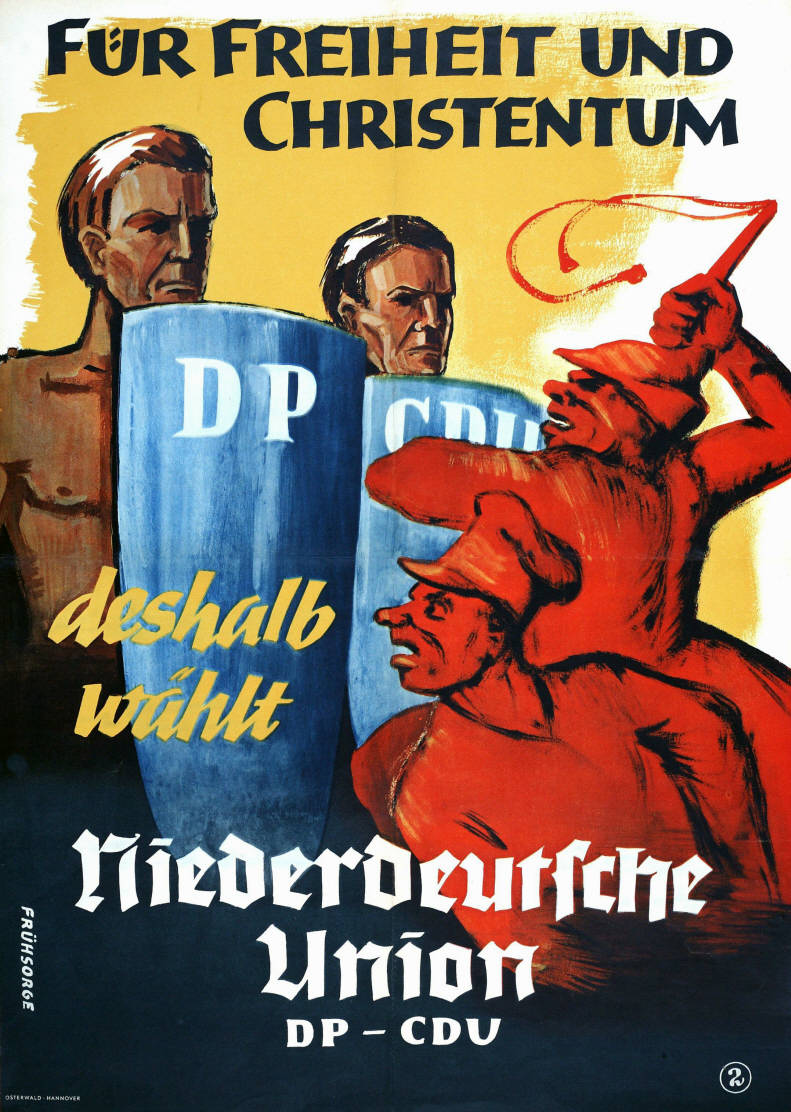
Manifesti di propaganda anticomunista dell'Unione Cristiano Democratica di Germania, 1951

Gli Stati Uniti e il Regno Unito si mossero per stabilire un nucleo per il futuro governo tedesco, creando un consiglio economico centrale per le loro due zone. Il programma in seguito fornì le basi per l'assemblea costituente della Germania Ovest, uno statuto di occupazione che governasse le relazioni tra gli alleati e le autorità tedesche, e la fusione politica ed economica tra la zona francese e quelle britannica e statunitense.
L'8 maggio 1949 venne approvato il Grundgesetz, legge fondamentale della Repubblica Federale di Germania. Esso fu promulgato il 23 maggio successivo e la Repubblica proclamata. A seguito delle prime elezioni in agosto, il primo governo federale venne formato il 20 settembre 1949, da Konrad Adenauer (CDU). Il giorno successivo cessò definitivamente lo stato di occupazione, anche se alcune limitazioni di carattere militare sarebbero rimaste ancora per qualche anno.
La Repubblica Federale di Germania progredì rapidamente verso una piena sovranità e l'associazione con i suoi vicini europei e nel Patto Atlantico. Gli accordi di Londra e Parigi ripristinarono gran parte della sovranità dello stato (con alcune eccezioni) nel maggio 1954 e aprirono la strada all'ingresso della Repubblica Federale di Germania nella NATO. Nell'aprile 1951 la Repubblica Federale di Germania si unì, assieme a Francia, Italia e ai paesi del Benelux nella Comunità europea del carbone e dell'acciaio, che preconfigurava l'Unione europea, inizialmente stabilita come Comunità economica europea nel marzo 1957.
Lo scoppio della guerra di Corea (giugno 1950), portò gli USA a chiedere il riarmo della Repubblica Federale di Germania, allo scopo di difendere l'Europa Occidentale dalla percepita minaccia sovietica. Ma i ricordi delle passate aggressioni tedesche portarono gli altri stati europei a cercare uno stretto controllo sull'esercito della Repubblica Federale di Germania. I partner tedeschi della Comunità europea del carbone e dell'acciaio, decisero di fondare una Comunità europea di difesa, con esercito, marina e aeronautica integrati, composti dalle forze armate degli stati membri. L'esercito della Repubblica Federale di Germania sarebbe stato sotto il completo controllo della CED, ma gli altri stati membri (Belgio, Francia, Italia, Lussemburgo e Paesi Bassi) avrebbero cooperato nella CED pur mantenendo un controllo indipendente delle loro forze armate.
Anche se il trattato della CED venne firmato (maggio 1952), non entrò mai in vigore. La Francia gollista lo rifiutò sulla base del fatto che minacciava la sovranità nazionale, e quando l'Assemblea Nazionale francese si rifiutò di ratificarlo (agosto 1954), il trattato morì. Si dovettero allora trovare altri sistemi per permettere il riarmo della Repubblica Federale di Germania. Come risposta, il Trattato di Bruxelles venne modificato per includere la Repubblica Federale di Germania nell'Unione europea occidentale (UEO). Alla Repubblica Federale di Germania veniva permesso di riarmarsi, e di avere pieno controllo sovrano delle sue forze armate; la UEO avrebbe comunque regolamentato le dimensioni dell'esercito permesso a ognuno dei suoi stati membri. Le paure di un ritorno al nazismo ben presto scomparvero e, come conseguenza, le disposizioni del trattato UEO hanno oggi poco valore.
I tre alleati occidentali mantennero i poteri di occupazione a Berlino e certe responsabilità per l'intera Germania. In base ai nuovi accordi, gli Alleati mantenevano truppe all'interno della Repubblica Federale di Germania, per scopi della difesa NATO, conformemente agli accordi di stazionamento e stato delle forze. Con l'eccezione dei 45.000 soldati francesi, le forze alleate erano sotto il comando congiunto di difesa della NATO (la Francia si ritirò dalla struttura di comando militare collettivo della NATO nel 1966).
La vita politica fu notevolmente stabile e ordinata. L'era di Adenauer (1949-63) venne seguita da un breve periodo guidato da Ludwig Erhard (1963-66) che, successivamente, venne rimpiazzato da Kurt Georg Kiesinger (1966-69). Tutti i governi tra il 1949 e il 1966 erano formati dall'unione tra Unione Cristiano Democratica (CDU) e Unione Cristiana Sociale (CSU), o da sola o in coalizione con il più piccolo Partito Liberale Democratico (FDP).
La "Grande Coalizione" di Kiesinger (1966-69), comprendeva i due principali partiti tedeschi: la CDU/CSU e il Partito Socialdemocratico Tedesco (SPD).
Negli anni sessanta sorse il desiderio di confrontarsi con il passato nazista (Vergangenheitsbewältigung). Con grande successo, le manifestazioni di massa reclamarono una nuova Germania. La generazione del dopoguerra era nata. Femminismo, ambientalismo e antinazionalismo divennero parti fondamentali dell'identità tedesca (occidentale).
Nelle elezioni del 1969, la SPD – guidata da Willy Brandt – guadagnò abbastanza voti da formare una coalizione di governo con l'FDP. Il cancelliere Brandt rimase a capo del governo fino al maggio 1974, quando si dimise dopo che uno dei membri anziani del suo staff venne scoperto come spia dei servizi segreti della Germania Est, la Stasi.
Il ministro delle finanze Helmut Schmidt (SPD) formò allora un governo e ricevette l'appoggio unanime dei membri della coalizione. Fu cancelliere dal 1974 al 1982. Hans-Dietrich Genscher, uno degli esponenti di spicco dell'FDP, divenne vice cancelliere e ministro degli esteri. Schmidt, un convinto sostenitore della Comunità europea e dell'Alleanza Atlantica, enfatizzo il suo impegno per la "unificazione politica dell'Europa in associazione con gli USA".
In questo periodo, la Rote Armee Fraktion, attiva a partire dal 1968, portò avanti una serie di attacchi terroristici che si protrassero fino agli anni novanta.
Nell'ottobre 1982, la coalizione SPD-FDP si sciolse quando l'FDP unì le sue forze con la CDU/CSU per eleggere il segretario della CDU Helmut Kohl come cancelliere, con un voto di sfiducia costruttiva. A seguito delle elezioni nazionali del marzo 1983, Kohl emerse con il pieno controllo del governo e della CDU. La CDU/CSU andò molto vicina alla maggioranza assoluta, che non raggiunse per l'ingresso al Bundestag de I Verdi, che ricevettero il 5,6% dei voti.
Nel 1987, al governo Kohl-Genscher venne rinnovato l'incarico, ma l'FDP e i Verdi guadagnarono a spese dei partiti più grossi. La CDU di Kohl e il suo "partito fratello" bavarese, scivolarono dal 48,8% dei voti del 1983 al 44,3%. La SPD cadde al 37%; e Brandt, da lungo tempo segretario del partito, si dimise nell'aprile 1987, sostituito da Hans-Jochen Vogel. La quota dell'FDP salì dal 7% al 9,1%, il miglior risultato dal 1980. I Verdi passarono dal 5,6% del 1983 all'8,3%.

## Sviluppi politici nella Germania Est

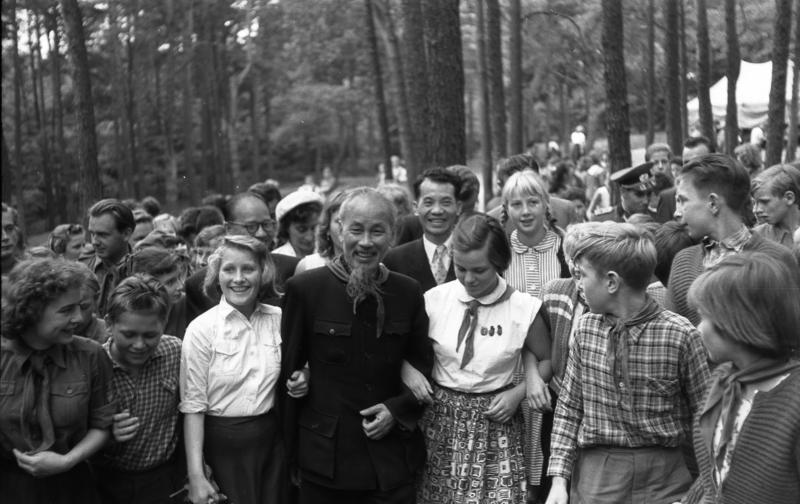
Ho Chi Minh con i membri dell'Organizzazione dei Pionieri Ernst Thälmann, 1957

Nella zona di occupazione sovietica, il Partito Socialdemocratico venne costretto a fondersi con il Partito Comunista nell'aprile 1946, formando un nuovo partito, il Partito Socialista Unificato di Germania (Sozialistische Einheitspartei Deutschlands, SED). Le elezioni dell'ottobre 1946 risultarono in governi di coalizione in tutti e cinque i parlamenti regionali, con la SED come leader indiscusso.
Una serie di congressi del popolo vennero convocati nel 1948 e agli inizi del 1949 dalla SED. Sotto la direzione sovietica, venne stesa la costituzione del 30 maggio 1949, che venne adottata il 7 ottobre, data che venne in seguito celebrata come il giorno della proclamazione della Repubblica Democratica Tedesca. La Camera del Popolo (Volkskammer) – la camera bassa del parlamento della DDR, e la camera alta, la Camera dei Länder (Länderkammer) – vennero create (la Länderkammer venne abolita di nuovo nel 1958). L'11 ottobre 1949, le due camere elessero Wilhelm Pieck come Presidente, e venne formato un governo della SED. L'Unione Sovietica e i suoi alleati est-europei riconobbero immediatamente la DDR, anche se non venne riconosciuta da molte nazioni non comuniste fino al 1972-73.
La DDR fondò le strutture di uno stato monopartitico, centralizzato e comunista. Il 23 luglio 1952, i tradizionali Länder vennero aboliti, e al loro posto vennero costituiti 14 Bezirke (distretti). Anche se gli altri partiti formalmente esistevano, il controllo completo del governo era nelle mani della SED, e praticamente tutte le posizioni più importanti all'interno del governo erano occupate dai suoi membri.
Il Fronte Nazionale era un'organizzazione di copertura, che era nominalmente composta dalla SED, quattro altri partiti politici controllati e diretti dalla SED, e dalle quattro principali organizzazioni popolari: quella della gioventù, delle donne, della cultura e del sindacato. A ogni modo, il controllo era solo e unicamente nelle mani della SED. Il ballottaggio nelle elezioni della DDR non era segreto. Come negli altri paesi del blocco sovietico, la partecipazione elettorale era molto alta, con un'approvazione dei candidati praticamente unanime.

## Relazioni tra le due Germanie
Il flusso costante di tedeschi dell'est che fuggivano a ovest pose molta tensione nelle relazioni tra RFT e la DDR negli anni cinquanta. La DDR sigillò i confini con la Germania Ovest nel 1952, ma la gente continuava a scappare da Berlino Est a Berlino Ovest. Il 13 agosto 1961 la Germania Est incominciò a costruire il Muro di Berlino attorno ai tre settori occidentali della città per ridurre il più possibile il flusso dei rifugiati, tagliando praticamente in due la città e rendendo Berlino Ovest una enclave del mondo occidentale nel territorio comunista. Il Muro divenne il simbolo della guerra fredda e della divisione europea. Subito dopo i confini principali tra le due Germanie vennero fortificati.
Nel 1969, il Cancelliere Brandt annunciò che la Germania Ovest sarebbe rimasta fermamente ancorata all'Alleanza Atlantica, ma avrebbe intensificato gli sforzi per migliorare le relazioni con l'Europa dell'est e la DDR. La RFT diede il via alla cosiddetta Ostpolitik, inizialmente contro la feroce opposizione dei conservatori, negoziando dei trattati di non aggressione con Unione Sovietica, Polonia, Cecoslovacchia, Bulgaria e Ungheria.
Le relazioni della Germania Ovest con la DDR posero delle questioni particolarmente difficili. Benché ansiosa di alleviare le serie difficoltà delle famiglie divise, e di ridurre le frizioni, la Germania Ovest tramite la Ostpolitik di Brandt intendeva sostenere il suo concetto di "due stati tedeschi in una nazione tedesca". Le relazioni comunque migliorarono, e nel settembre 1973, RFT e DDR vennero entrambe ammesse alle Nazioni Unite. Le due Germanie si scambiarono delle rappresentative diplomatiche permanenti nel 1974; nel 1987 il capo di Stato della Germania Est, Erich Honecker, andò in visita ufficiale a Ovest.

## L'unificazione tedesca

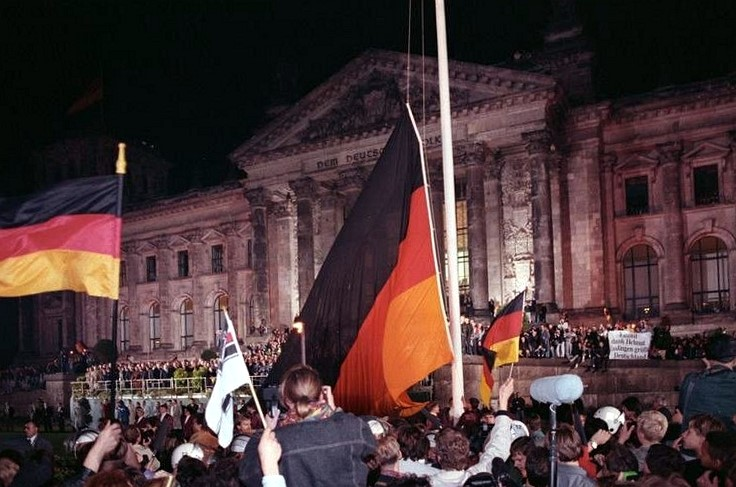
Tedeschi alzano la bandiera della Germania unita davanti all'edificio del Reichstag, 1990

Durante l'estate del 1989, dei rapidi cambiamenti ebbero luogo nella Germania Est (vedi Rivoluzioni del 1989), che alla fine portarono alla riunificazione tedesca. Un numero crescente di tedeschi dell'est emigrava nella Germania Ovest attraverso l'Ungheria, dopo che gli ungheresi decisero di non usare la forza per fermarli. Migliaia di tedeschi dell'est cercarono anche di raggiungere l'Ovest inscenando dei sit-in davanti alle rappresentanze diplomatiche della Germania Ovest in altre capitali est europee. L'esodo generò richieste interne alla DDR per un cambiamento politico, e dimostrazioni di massa con centinaia di migliaia di persone in diverse città – particolarmente a Lipsia – continuarono a svolgersi. Il 7 ottobre, il leader sovietico Michail Gorbačëv visitò Berlino per celebrare il 40º anniversario della fondazione della DDR e fece pressione sulla dirigenza della DDR per perseguire le riforme, senza successo.
Il 18 ottobre, Erich Honecker venne costretto a dimettersi da capo della SED e da presidente e venne sostituito da Egon Krenz, ma l'esodo continuò senza ridursi, e la pressione per delle riforme politiche crebbe. Il 4 novembre, una dimostrazione a Berlino Est portò in piazza circa un milione di abitanti. Infine, il 9 novembre 1989, il Muro di Berlino venne aperto e ai tedeschi dell'est venne consentito di viaggiare liberamente. A migliaia si riversarono attraverso il muro e nella parte ovest di Berlino e il 12 novembre la DDR incominciò a smantellarlo.
Il 28 novembre il Cancelliere della Germania Ovest Helmut Kohl, delineò un piano in 10 punti per l'unificazione pacifica delle due Germanie, basato su elezioni libere a est e sull'unificazione delle due economie. In dicembre, la Volkskammer della DDR eliminò il monopolio della SED sul potere, e l'intero Politbüro e il Comitato Centrale – compreso Krenz – si dimisero. La SED cambiò il suo nome in Partito del Socialismo Democratico (PDS) e la formazione e crescita di numerosi gruppi politici e di partiti, segnò la fine del sistema comunista. Il Primo Ministro Hans Modrow guidò un governo di transizione che condivise i poteri con i nuovi partiti democraticamente orientati. Il 7 dicembre 1989, venne raggiunto l'accordo per tenere libere elezioni nel maggio 1990 e riscrivere la costituzione della DDR. Il 28 gennaio, tutti i partiti si accordarono per anticipare le elezioni al 18 marzo, principalmente a causa dell'erosione dell'autorità statale e perché l'esodo dalla Germania Est stava continuando con lo stesso ritmo; in più di 117.000 se ne andarono nel gennaio e febbraio del 1990.
Ai primi di febbraio del 1990, la proposta del governo Modrow per una Germania unita e neutrale venne rifiutato dal Cancelliere Kohl, il quale affermò che la Germania unita avrebbe dovuto essere un membro della NATO. Infine, il 18 marzo, le prime elezioni libere vennero tenute nella DDR, e un governo guidato da Lothar de Maizière (CDU) venne formato sotto una politica di rapida unificazione con la Germania Ovest. I rappresentanti liberamente eletti della Volkskammer tennero la loro prima sessione il 5 aprile, e la DDR evolse pacificamente da un governo comunista a uno democraticamente eletto. Elezioni comunali, libere e segrete, vennero svolte il 6 maggio, e la CDU vinse di nuovo. Il 1º luglio, le due Germanie entrarono in unione economica e monetaria.

## La fine del controllo delle quattro potenze
Durante il 1990, in parallelo con gli sviluppi interni tedeschi, le Quattro Potenze – gli alleati della seconda guerra mondiale: Stati Uniti, Regno Unito, Francia e Unione Sovietica – assieme ai due stati tedeschi negoziarono la fine dei diritti riservati alle Quattro Potenze per Berlino e l'intera Germania. Questi negoziati "due-più-quattro" vennero affidati alla Conferenza Cieli Aperti di Ottawa, il 13 febbraio 1990. I sei ministri degli esteri si incontrarono quattro volte nei mesi seguenti: a Bonn (5 maggio), Berlino (22 giugno), Parigi (17 luglio) e Mosca (12 settembre). Il Ministro degli Esteri polacco partecipò alla parte dell'incontro di Parigi che trattava dei confini tra Polonia e Germania.
Di fondamentale importanza fu superare le obiezioni sovietiche a una Germania unita all'interno della NATO. Ciò si ottenne in luglio, quando l'alleanza, guidata dal presidente George H. W. Bush, presentò la Dichiarazione di Londra su una NATO trasformata. Il 16 luglio, il presidente Gorbačëv e il cancelliere Kohl annunciarono l'accordo sul principio di una Germania unita nella NATO. Questo aprì la via, il 12 settembre, alla firma di Mosca del Trattato sulla Condizione Finale della Germania – in effetti il trattato di pace che venne anticipato alla fine della seconda guerra mondiale. In aggiunta alla cessazione dei diritti delle Quattro Potenze, il trattato sancì anche il ritiro di tutte le forze sovietiche dal territorio tedesco per la fine del 1994, rese chiaro che gli attuali confini (specialmente la Linea Oder-Neisse) erano visti come finali e definitivi, e specificava il diritto della Germania unita di appartenere alla NATO. Inoltre prevedeva la continuata presenza di truppe britanniche, francesi e statunitensi a Berlino, durante il periodo di interim del ritiro sovietico. Nel trattato, i tedeschi rinunciavano alle armi, atomiche, biologiche e chimiche e dichiararono la loro intenzione di ridurre le loro forze armate a 370.000 unità nel giro di 3 o 4 anni dopo la firma del Trattato sulle Forze Armate Convenzionali in Europa (CFE), che avvenne a Parigi, il 19 novembre 1990.
La conclusione dell'accordo sulla situazione finale aprì la strada all'unificazione delle due Germanie. L'unione politica formale avvenne il 3 ottobre 1990, eseguita tecnicamente – non senza critiche – tramite l'articolo 23 della costituzione della Repubblica Federale di Germania, come l'annessione da parte della Germania Ovest dei cinque Länder orientali appena ripristinati. Il 2 dicembre 1990 si tennero le prime elezioni della Germania unita. Il nuovo stato mantenne il nome Bundesrepublik Deutschland, utilizzava il "Deutsche Mark" della Germania Ovest, e il suo sistema legale e le istituzioni vennero estese a Est. Berlino sarebbe diventata formalmente la capitale della Germania unita, ma le istituzioni politiche rimasero momentaneamente a Bonn. Solo dopo un rovente dibattito nel 1991 il Bundestag decise di muoversi, assieme a gran parte del governo, a Berlino, un processo che impiegò fino al 1999 per essere completato, quando il Bundestag tenne la sua prima sessione nel ricostruito Reichstag.
Tra le conseguenze della riunificazione e dell'impoverimento dell'Est ci furono moti neonazisti con lanci di molotov contro gli alloggi dei rifugiati, in particolare a Rostock, Hoyerswerda e Solingen.
La Germania post-unificazione è una delle maggiori potenze mondiali, è tra le prime cinque nazioni per quanto riguarda l'accesso a Internet e molti tedeschi sanno parlare la lingua inglese e/o francese, oltre al tedesco e ai numerosi dialetti locali.